# 로버트 허먼
로버트 허먼 (Robert Herman, 1914년 8월 29일 ~ 1997년 2월 13일)은 미국의 과학자로, 1948~50년에 랄프 알퍼와 함께 빅뱅 폭발에서 나오는 우주 마이크로파 배경 복사의 온도를 추정한 연구 결과로 잘 알려져 있다.

## 전기 및 경력
뉴욕 시 브롱크스에서 태어난 허먼은 1935년 뉴욕 시립 대학에서 물리학과를 우등으로 졸업하고 1940년에 프린스턴 대학교에서 분자 분광학 분야에서 물리학 석사 및 박사 학위를 받았다. 그는 대학원생으로서 이미 이론과 실험을 넘나드는 것뿐만 아니라 고체 물리학에서도 일하면서 다양한 분야에서 절충주의적 경향을 보여주었다. 1940-41년에 펜실베니아 대학교의 무어 전기 공과대학에서 부시 미분 분석기 연구를 했으며, 또 다른 해에는 뉴욕 시립 대학에서 물리학을 가르쳤다.
그는 1942년에 교직을 떠나 지구자기학과, 워싱턴 DC의 카네기 연구소, 존스 홉킨스 대학교 응용물리학 실험실에서 일했는데, 모든 연구 센터는 전쟁 노력을 위한 연구 센터였다. 그는 전쟁 중에 효과적으로 사용되었던 해군 대공포용 근접 신관과 같은 문제를 연구했다. 그때 허먼은 복잡한 문제를 정의하고 해결하는 데 흥미를 갖게 되었다. 그는 이론과 실험실 작업에서 관심을 돌리고 근접 장치의 현장 테스트와 함대에서의 사용과 관련된 작동 문제에 깊이 관여하게 되었다. 1945년에 해군 병기 개발상을 받았다.
제2차 세계 대전 이후 허먼은 응용물리학 실험실에서 분광학 및 응집 물질 물리학 연구를 위해 10년을 더 보냈는데, 이 기간 동안 그와 랠프 앨퍼는 우주론에 대한 유명한 작업을 수행했다. 1948년, 초기 팽창하는 빅뱅 우주 모델에서 핵합성에 대한 연구의 결과로, 그들은 다음과 같이 초기 빅뱅 폭발의 흔적으로 우주에 퍼져 있는 잔존하는 균질하고 등방성의 흑체 복사, 즉 우주 마이크로파 배경 복사의 존재에 대하여 최초로 이론적 예측을 했다.
이러한 연구 결과는 당시 주목을 받았으나 곧 잊혀졌다. 1964년 뉴저지 주 머레이 힐에 있는 벨 전화 연구소의 아르노 앨런 펜지어스와 로버트 우드로 윌슨이라는 두 명의 과학자가 라디오 안테나의 오작동을 수정하려고 시도하던 중 우연히 전파를 감지했다. 생각할 수 있는 모든 간섭원을 제거한 후 그들은 전파원이 지구에서 기원하지 않는다는 결론을 내렸다. 이 연구에 대해 알게 된 후 프린스턴 대학교의 물리학자 그룹은 이를 우주 기원의 배경 복사로 해석했는데, 1948년에 출판된 2편의 논문, 즉 앨퍼, 베테 및 가모프의 논문 (이름을 따서 α-β-γ 논문 이라고도 함)과 또다른 논문인 앨퍼와 허먼의 논문을 참조하지 않았다.
그후 우주의 기원에 대한 빅뱅 모델은 널리 받아들여졌고, 1978년에 우주 배경 복사를 발견한 벨 연구소의 과학자 아르노 펜지어스와 로버트 우드로 윌슨에게 노벨상이 수여되었다. 이 일련의 사건의 정점을 회상하면서 허먼은 "업적의 인정은 사람에게 하는 것이 아니라 그 업적에 하는 것입니다."라고 정중하게 말했다.
하지만 그 후, 허먼과 앨퍼 팀은 결국 그들의 선구적인 공헌을 인정받았다. 1993년 미국 국립과학원은 천문학적 물리학에 기여한 공로를 인정받아 아카데미에서 가장 오래된 상인 헨리 드레이퍼 메달을 공동 수여한다고 발표했다. 이들은 "우주 진화의 물리적 모델을 개발하고 마이크로파 배경 복사가 우연히 발견되기 몇 년 전에 이 복사의 존재를 예측한 통찰력 및 기술을 인정받았으며, 이러한 작업을 통해 그들은 20세기의 주요 지적인 업적의 하나에 참여했다." 그들은 또한 미국 철학회의 마젤란 프리미엄, 플랭클린 연구소의 존 프라이스 웨더릴 메달, 벨기에 왕립 학회의 조르주 반덜링던 상 (Georges Vanderlinden Prix)을 받았다.
1956년에 허먼은 제너럴 모터스 연구소의 기초 과학 그룹의 책임자로 합류했는데 이 부서는 나중에 이론 물리학 부서로 개명되었다. 그는 새로운 과학인 교통 과학을 발명하여 고용주의 업무에 과학을 도입했다. 물리학에 대한 배경 지식을 바탕으로 그는 최초로 교통의 미시적 행동, 즉 개별 운전자가 적어도 대부분의 시간 동안 시공간에서 서로 일치하는 것을 피하는 상세한 방식에 대한 설명에 주의를 기울였다.
1950년대 말과 1960년대 초에 허먼은 엘리엇 워터스 몬트롤 및 다른 이들과 함께 교통 흐름에 관한 자동차 추종 이론을 개발했다. 그 직후 허먼과 장래 노벨상 수상자인 일리야 프리고진은 다중 차선 교통 흐름에 대한 이론을 개발했다. 35년 이상 동안 허먼은 교통 과학의 다양한 분야로 진출하여 항상 그의 특징적인 탁월함을 남겼다. 최근 몇 년 동안 그는 학생 및 동료들과 함께 몇 년 전에 프리고진과 함께 공식화한 이론의 확장 판으로 도시 도로 네트워크의 차량 교통에 대한 설명인 "도시 교통의 2유체 모델"을 개발하기 위해 작업했다. 그의 초기 작업과 함께 이 이론은 현재 부상하고 있는 지능형 교통 시스템 개념의 개발에 중요한 역할을 했다.
1979년에 허먼은 오스틴 텍사스 대학교의 교수진에 합류하여 통계 역학 연구 센터의 물리학 교수와 토목 공학의 LP 길빈 교수로 공동 임명되었다. 그는 나중에 토목 공학에서 LP 길빈 센테니얼 명예 교수가 되었다. 그는 1979년에 미국 예술 과학 아카데미의 연구원으로 선출되었다
여가 시간에 허먼은 첼로 활에 관한 역학 및 영국 플루트에서의 음향과 같이 악기에 관한 물리학에 집중하고 있는 것으로 알려져 있다. 또한 그는 골동품 첼로를 연주하고 수집했다. 1980년대 중반에는 이국적인 나무와 금속으로 작은 조각품을 만들기 시작했다. 그 후 10년 동안 그는 물질과 상상 사이에서 최소로 중재되며, 최소로 정량화 가능한 관계를 찾기 위한 창의적이고 의미 있는 탐구를 추구했다. 1994년에 워싱턴 DC에 있는 국립 공학 아카데미에서, 1995년 오스틴에 있는 텍사스 대학교 공과 대학에서, 1996년 테네시 주 내슈빌에 있는 벨몬트 대학교의 Leu Art Gallery에서 그의 조각 작품 일부를 전시하였다.
생애의 마지막 몇 년 동안 허먼은 미국의 교육 상태, 사회에서 변화하고 있지만 점점 더 중요하게 되고 있는 대학의 역할, 교육 및 연구 기업에 대한 정치적 고려의 잠식 의 증가, 학문의 자유에 대한 공격, 그리고 국가의 위대한 과학 기술 성취 기반의 지속적인 침식등에 더욱 염려하게 되었다. 그의 마지막 2년 동안 대학 학과의 품질과 생산성에 대한 각종 성과 지표에 대한 데이터를 바쁘게 수집하고 분석했다. 이는 대학을 복잡한 시스템으로 모델링하려는 광범위한 노력의 일환이었다.
허먼은 1997년 2월 13일 텍사스 주 오스틴에서 사망했다.